# شاين ريمر
شان ريمر (بالإنجليزية: Shane Rimmer)‏ (و. 1929  م) هو كاتب سيناريو، وممثل تلفزي، وممثل أفلام، وممثل مسرحي كندي، ولد في تورونتو.
.

## وصلات خارجية
- شاين ريمر على موقع IMDb (الإنجليزية)
- شاين ريمر على موقع روتن توميتوز (الإنجليزية)
- شاين ريمر على موقع ألو سيني (الفرنسية)
- شاين ريمر على موقع أول موفي (الإنجليزية)
- شاين ريمر على موقع قاعدة بيانات الأفلام السويدية (السويدية)
- شاين ريمر على موقع قاعدة بيانات الفيلم (الإنجليزية)
- شاين ريمر على موقع كينوبويسك (الروسية)